# Harald Gimpel
Pour les articles homonymes, voir Gimpel.
Harald Gimpel, né le 6 septembre 1951 à Wallendorf (Luppe), est un kayakiste est-allemand.

## Biographie
Harald Gimpel participe aux Jeux olympiques d'été de 1972 à Munich et remporte la médaille de bronze dans l'épreuve du slalom en kayak monoplace. 